# 石生螺序草
石生螺序草（学名：Spiradiclis petrophila）为茜草科螺序草属下的一个种。

## 扩展阅读
- 維基物種上的相關：石生螺序草